# Éloge de la cabane
Éloge de la cabane est un documentaire français réalisé par Robin Hunzinger, sorti en 2003.

## Fiche technique
- Titre : Éloge de la Cabane
- Réalisation : Robin Hunzinger
- Production : Real Productions, France 3
- Musique : Jean-Philippe Chalté
- Pays :  France
- Durée : 52 min

## Festivals
- Festival Cinéma du Réel, Compétition française, centre Georges Pompidou, Paris,  2003.
- Festival Kino im Fluss,  Saarbrücken,  2003
- Cycle "Bonheur : modes d'emploi", Cinéma des cinéastes, Paris, 2003.
- Festival du film ethnographique, Caen,  2003.
- Festival international Résistances, Foix, aout 2004.